# Khildebrand I
Khildebrand I. († després de 751) fou un fill de Pipí d'Héristal, majordom de palau dels merovingis, i germà (o germanastre) de Carles Martell.

## Biografia
Els historiadors estan dividits sobre la qüestió de saber si Alpaïda, la segona esposa de Pipí d'Herstal i la mare de Carles Martell, fou igualment la mare del comte Khildebrand. El terme utilitzat per a qualificat el parentiu entre Carles Martell i Khildebrand és germanus, que significava germà d'igual pare, i eventualment d'igual mare. El retrat elogiós d'Alpaida, que Khildebrand posa en la continuació de la crònica, milita en favor de la maternitat d'Alpaida envers Khildebrand. En qualsevol cas aquest és el punt de vista d'Eduard Hlawitschka. Però Léon Levillain considera que si Khildebrand fos fill d'Alpaida, s'hauria anomenat a si mateix quan parla de la posteritat de Pipí i Alpaida. Khildebrand és qualificat d'avunculus de Pipí I el Breu, mentre que si fos germà de pare i de mare de Carles, el terme correcte hauria estat patruus. Finalment l'onomàstica no mostra vincle entre la descendència dels dos germans. Però de fet avunculus tenia ja en aquesta època el sentit ampli d'oncle, sense més precisió, i el perquè Khildebrand no s'esmenta a si mateix pot passar per modèstia, i la fraternitat és assegurada per textos, fins i tot si no es troben els mateixos noms en les dues branques.
Qualificat de vir inluster (home il·lustre), fou nomenat comte a Borgonya i duc a Provença vers el 737 i posseïa una vil·la a Marolles-sur-Seine. El 737 estava al costat de Carles Martell en les expedicions contra els Sarraïns a Avinyó i a la Narbonesae.
Duc dels Francs i comte de Borgonya, és a l'origen de la família dels Nibelúngides agregada al servei dels carolingis. És igualment conegut per ser el segon continuador de la crònica medieval de Fredegari que va redactar de 736 a 751, després del «Monjo de Laon». El 751, la crònica fou continuada pel seu fill, el que permet datar la seva mort al període immediat al 751.
La seva esposa no és coneguda, però aporta a la família el nom de Nibelung portat pel seu fill. Podria ser:
- D'origen reial borgonyó, família que la tradició acosta als Nibelungs
- De la família ducal d'Alamània, entre els quals apareix un Nebi
- Sorgida dels reis de Turíngia.[3]

D'aquest matrimoni va néixer un fill, Nibelung I o Niveló I († 770/786), epònim de la família dels Nibelúngides.